# Équipe de Russie masculine de handball au Championnat du monde 2021
Cet article relate le parcours de l'équipe de Russie masculine de handball lors du Championnat du monde 2021 ayant lieu en Égypte. Il s'agit de la 22e participation de la Russie aux Championnats du monde.

## Désignation
En décembre 2020, le Tribunal arbitral du sport confirme que la Russie est exclue des grandes compétitions mondiales des deux années suivantes pour avoir transgressé les règles antidopage.
Pourtant, la Fédération internationale de handball autorise malgré tout la Russie à participer à ce championnat du monde à condition d'appliquer les consignes suivantes, :
- l'équipe russe devra se présenter sous le nom de « l'équipe de la fédération russe de handball » ;
- leur drapeau sera celui de la fédération de handball russe, sans texte ;
- leur tenue devra cacher toute référence à la Russie, ou les remplacer par le logo de leur fédération, sans texte ;
- le terme « Russes » devra être remplacé par « athlètes neutres » ;
- pour l'hymne diffusé avant les matches, un accord reste à trouver, sans quoi l'hymne de l'IHF sera joué.

Toutefois, pour une meilleure lisibilité de l'article, cette équipe sera malgré tout désignée sous le terme de « Russie » dans le reste de l'article.

## Résultats

### Tour préliminaire
|   | Équipe       | Pts | J | G | N | P | Bp  | Bc  | Diff |
| - | ------------ | --- | - | - | - | - | --- | --- | ---- |
| 1 | Russie       | 5   | 3 | 2 | 1 | 0 | 93  | 83  | 10   |
| 2 | Slovénie     | 4   | 3 | 2 | 0 | 1 | 105 | 85  | 20   |
| 3 | Biélorussie  | 3   | 3 | 1 | 1 | 1 | 89  | 85  | 4    |
| 4 | Corée du Sud | 0   | 3 | 0 | 0 | 3 | 79  | 113 | -34  |

1. ↑  Officiellement « Équipe de la fédération russe de handball », cf. Championnat du monde masculin de handball 2021#Cas particulier de la Russie.

| 14 janvier 2021 16h30 | Biélorussie        | 32 – 32   | Russie          | Handball Hall, Borg El Arab Arbitrage : Belkhiri, Hamidi |
| 14 janvier 2021 16h30 | Mikita Vailupau 10 | (15 – 15) | Trois joueurs 6 | Handball Hall, Borg El Arab Arbitrage : Belkhiri, Hamidi |
| 14 janvier 2021 16h30 | ×1 ×6              | Rapport   | ×1 ×5 ×1        | Handball Hall, Borg El Arab Arbitrage : Belkhiri, Hamidi |

| 16 janvier 2021 19h00 | Russie          | 31 – 25   | Slovénie       | Handball Hall, Borg El Arab Arbitrage : Giorgji Nachevski et Slave Nikolov |
| 16 janvier 2021 19h00 | Trois joueurs 6 | (16 – 13) | Jure Dolenec 6 | Handball Hall, Borg El Arab Arbitrage : Giorgji Nachevski et Slave Nikolov |
| 16 janvier 2021 19h00 | ×1 ×5           | Rapport   | ×1 ×4          | Handball Hall, Borg El Arab Arbitrage : Giorgji Nachevski et Slave Nikolov |

| 18 janvier 2021 16h30 | Corée du Sud | 25 – 29   | Russie             | Handball Hall, Borg El Arab Arbitrage : Youcef Belkhiri et Sid Ali Hamidi |
| 18 janvier 2021 16h30 | Kim Jiun 8   | (15 – 15) | Andreïev, Kornev 5 | Handball Hall, Borg El Arab Arbitrage : Youcef Belkhiri et Sid Ali Hamidi |
| 18 janvier 2021 16h30 | ×1 ×2        | Rapport   | ×2 ×5              | Handball Hall, Borg El Arab Arbitrage : Youcef Belkhiri et Sid Ali Hamidi |

### Tour principal
|   | Équipe            | Pts | J | G | N | P | Bp  | Bc  | Diff |
| - | ----------------- | --- | - | - | - | - | --- | --- | ---- |
| 1 | Suède             | 8   | 5 | 3 | 2 | 0 | 144 | 117 | 27   |
| 2 | Égypte            | 7   | 5 | 3 | 1 | 1 | 149 | 117 | 32   |
| 3 | Slovénie          | 6   | 5 | 2 | 2 | 1 | 138 | 130 | 8    |
| 4 | Russie            | 5   | 5 | 2 | 1 | 2 | 138 | 139 | -1   |
| 5 | Biélorussie       | 4   | 5 | 1 | 2 | 2 | 139 | 148 | -9   |
| 6 | Macédoine du Nord | 0   | 5 | 0 | 0 | 5 | 106 | 163 | -57  |

1. ↑  Officiellement « Équipe de la fédération russe de handball », cf. Championnat du monde masculin de handball 2021#Cas particulier de la Russie.

| 20 janvier 2021 19h00 | Russie               | 23 – 28  | Égypte            | Cairo Stadium Sports Hall (en), Le Caire Arbitrage : Václav Horáček et Jiří Novotný |
| 20 janvier 2021 19h00 | Sergueï Kossorotov 8 | (8 – 15) | Mohamed Mamdouh 7 | Cairo Stadium Sports Hall (en), Le Caire Arbitrage : Václav Horáček et Jiří Novotný |
| 20 janvier 2021 19h00 | ×1 ×7                | Rapport  | ×3                | Cairo Stadium Sports Hall (en), Le Caire Arbitrage : Václav Horáček et Jiří Novotný |

| 22 janvier 2021 16h30 | Macédoine du Nord        | 20 – 32  | Russie             | Cairo Stadium Sports Hall (en), Le Caire Arbitrage : Charlotte et Julie Bonaventura |
| 22 janvier 2021 16h30 | Filip Kuzmanovski (en) 6 | (9 – 19) | Igor Soroka (en) 6 | Cairo Stadium Sports Hall (en), Le Caire Arbitrage : Charlotte et Julie Bonaventura |
| 22 janvier 2021 16h30 | Rapport                  |          |                    | Cairo Stadium Sports Hall (en), Le Caire Arbitrage : Charlotte et Julie Bonaventura |

| 24 janvier 2021 21h30 | Russie            | 20 – 34  | Suède          | Cairo Stadium Sports Hall (en), Le Caire Arbitrage : García, Marín |
| 24 janvier 2021 21h30 | Alexander Kotov 5 | (8 – 17) | Lucas Pellas 8 | Cairo Stadium Sports Hall (en), Le Caire Arbitrage : García, Marín |
| 24 janvier 2021 21h30 | ×1 ×5 ×1          | Rapport  | ×1 ×5          | Cairo Stadium Sports Hall (en), Le Caire Arbitrage : García, Marín |

## Statistiques et récompenses

### Buteurs
| Rang  | Joueur                  | Tot. | Tirs | %     | MJ | Moy. |
| ----- | ----------------------- | ---- | ---- | ----- | -- | ---- |
| 1     | Sergueï Kossorotov      | 24   | 40   | 60 %  | 6  | 4    |
| 2     | Igor Soroka (en)        | 23   | 32   | 72 %  | 6  | 3,8  |
| 3     | Dmitrii Kiselev (en)    | 18   | 30   | 60 %  | 6  | 3    |
| 4     | Dimitri Zhitnikov       | 16   | 26   | 62 %  | 6  | 2,7  |
| 5     | Pavel Andreev (en)      | 14   | 18   | 78 %  | 6  | 2,3  |
| 6     | Alexander Kotov         | 13   | 25   | 52 %  | 6  | 2,2  |
| 7     | Sergueï Koudinov        | 11   | 16   | 69 %  | 6  | 1,8  |
| 8     | Dmitri Kornev (en)      | 10   | 14   | 71 %  | 4  | 2,5  |
| 9     | Daniel Chichkarev       | 10   | 17   | 59 %  | 6  | 1,7  |
| 10    | Denis Vasilev           | 9    | 11   | 82 %  | 5  | 1,8  |
| 11    | Aleksandr Ermakov (en)  | 9    | 17   | 53 %  | 6  | 2,5  |
| 12    | Roman Ostashchenko (en) | 7    | 13   | 54 %  | 6  | 1,2  |
| 13    | Azat Valiullin (en)     | 2    | 5    | 40 %  | 6  | 0,3  |
| 14    | Viatcheslav Kasatkine   | 1    | 1    | 100 % | 1  | 1    |
| 15    | Aleksei Fokin (en)      | 1    | 2    | 50 %  | 3  | 0,3  |
| Total | Total                   | 168  | 267  | 63 %  | 6  | 28   |

### Gardiens de but
| N°    | Nom                   | %    | Arrêts | Tirs | MJ | Moy. |
| ----- | --------------------- | ---- | ------ | ---- | -- | ---- |
| 1     | Viktor Kireyev (en)   | 26 % | 30     | 114  | 6  | 5    |
| 2     | Stanislav Tretynko    | 35 % | 21     | 60   | 4  | 5,3  |
| 3     | Dimitri Pavlenko (en) | 13 % | 6      | 45   | 5  | 1,2  |
| Total | Total                 | 26 % | 57     | 222  | 6  | 9,5  |